# Buitenspel (hockey)
Buitenspel was een bekende uitdrukking uit het veldhockey en verdween in 1996 uit de spelregels.
De buitenspelregel uit het hockey was vergelijkbaar met de buitenspelregel uit het voetbal. Echter waren er verschillen. Er was sprake van buitenspel op het moment van spelen van de bal naar de aanvaller als er zich minder dan twee verdedigers (inclusief de keeper) bevonden tussen de aanvaller en de doellijn. Tot medio jaren tachtig gold buitenspel op de gehele speelhelft van de tegenstander. Tot en met de afschaffing nog slechts op het 23-metergebied van de tegenstander.
Een scheidsrechter hoefde niet altijd de fluiten voor een speler die buitenspel staat. Pas als een speler in buitenspelpositie daadwerkelijk bij het spel betrokken is of het spel op een dusdanige manier beïnvloedt dat hij voor zijn team aantoonbaar voordeel weet te trekken moest de arbitrage het spel stilleggen en een vrije slag moeten toekennen aan de verdedigende partij.
Toen na de Olympische Spelen van 1996 door de Internationale Hockeyfederatie (FIH) de buitenspelregel werd afgeschaft leidde dit aanvankelijk tot veel kritiek. Er zou meer gevraagd worden van de conditie van spelers en ook zou er veel meer druk op de verdediging komen te staan. Echter zag men ook in dat de afschaffing het hockey attractiever maakte en dat er veel meer gescoord werd dan voorheen.